# Анатолий
Анато́лий — мужское русское личное имя, восходит к др.-греч. ἀνατολικός («анатоликос») — «восточный»; ἀνατολή («анатоле») — «восток», «восход солнца». Также Анатолия — с античных времён одно из названий полуострова Малая Азия и название территории современной Турции; анатолиец — житель Анатолии.

## История имени
В христианском именослове имя Анатолий соотносится с несколькими раннехристианскими святыми; среди них — мученики Анатолий Никейский и Анатолий Никомидийский, принявший смерть за открытое исповедание христианства вместе со святым Георгием Победоносцем (начало IV века), а также святитель Анатолий, патриарх Константинопольский (V век), участник III и IV Вселенских соборов.

## Частотность имени
Имя в русской традиции именования обрело статус церковного, использовалось преимущественно у священнослужителей и монахов и до середины XIX века очень редко встречалось у мирян. Светский интерес к имени сформировался во второй половине XIX века. В первые десятилетия после Октябрьской революции имя Анатолий стало одним из самых востребованных мужских имён. Так, согласно подсчётам А. Я. Шайкевича частотности имён у новорождённых в Москве на протяжении XX века, имя Анатолий в период 1924—1932 гг. занимало 4-е место по популярности (с частотностью 84 ‰, то есть в каждой тысяче учтённых выявлялись 84 носителя имени). В десятилетие с 1950 по 1959 годы — имя на 10-й позиции в столице (частотность снизилась до 25 ‰). В последующих подсчётах имя Анатолий не фиксировалось в десятке самых популярных имён у москвичей.
Статистика имён новорождённых по Ленинграду, которую собирали А. В. Суперанская и А. В. Суслова, показывает, что имя было очень популярным до 1960-х годов, а позднее его частотность характеризовалась угасающей динамикой. Так, если у ленинградцев, родившихся в 1920-е—1930-е годы, частотность имени составляла 29 ‰, а у родившихся в 1940-е—1950-е годы — 60 ‰, то у новорождённых 1960-х—1970-х годы она упала до 8 ‰, а в 1980-е годы — до 7 ‰.
Сведения частотности имён новорождённых за 1961 год, собранные В. А. Никоновым по 7 городам и 9 областям центральной России, показывают, что имя Анатолий в начале 1960-х было преимущественно «сельским». Если в городах частотность имени колебалась от 12 ‰ (во Владимире и Калуге) и 17 ‰ (в Тамбове) до 22 ‰ (в Курске) и 27 ‰ (в Костроме), то на селе значения были выше — от 15 ‰ и 23 ‰ (сельские районы Владимирской и Калужской областей) до 40 ‰ и 45 ‰ (сельские районы Тамбовской и Ярославской областей соответственно). Имя, таким образом, к 1960-м годам пережило пик популярности и, как описывала Е. В. Душечкина свойства «выходящих из моды» имён, перемещалось из больших городов в провинцию, на географическую и культурную периферию, в менее образованные слои русского общества.

## Толян — персонаж анекдотов
Толян (огрублённая производная форма от имени Анатолий) стал персонажем цикла анекдотов про новых русских, сформировавшегося в 1990—2000-х годах. Главным героем в них выступает Вован (огрублённая форма от имени Владимир), а Колян (Николай) и Толян — его друзья, персонажи, несущие в анекдотах сюжетно-вспомогательные функции. Основные коннотации, которые обрели имена через их анекдотических носителей, — «крутой делец», связанный с уголовным миром; человек из криминальной среды с чрезвычайно низким уровнем общей культуры. Суффикс «-ан» привносит оттенок фамильярности (ср. друг — дружбан, брат — братан) или просторечной аффективности (старик — старикан, мальчик — мальчуган); он активно используется в жаргонном словообразовании и за счёт него у перечисленных антропонимов появились пейоративные коннотации.

## Именины
Православные именины (даты приводятся по григорианскому календарю):
- 23 января
- 7 февраля, 19 февраля
- 6 мая
- 16 июля, 19 июля
- 6 августа, 11 августа, 12 августа
- 15 сентября, 23 сентября
- 3 ноября, 13 ноября, 19 ноября
- 3 декабря, 23 декабря